# Crydamoure
Crydamoure (uma variação da frase em francês cri d'amour ou "grito de amor") é uma gravadora de french house de propriedade de Guy-Manuel de Homem-Christo, um dos membros de Daft Punk.
O lançamento de Crydamoure foi uma chance para De Homem-Christo embarcar em um som diferente do Daft Punk e também uma chance de trazer novos produtores como Romain Séo (Raw Man) e Paul de Homem-Christo (Play Paul; irmão de Guy-Manuel) para o centro das atenções. Em 2015, Crydamoure foi revivida após o Le Knight Club lançar um single chamado "The Fight", produzido para o filme argelino "Gates of the Sun". O envolvimento do Le Knight Club no renascimento do selo é incerto. Poucas informações foram fornecidas ao público em geral a gravadora. 
A gravadora foi fundada em 1997, com seu primeiro single "Holiday on Ice / Santa Claus" lançados pelo de Homem-Christo e o seu co-fundador Eric Chedeville (sob o nome de Le Knight Club). Ela foi extinta em 2003 e encerrada.

## Discografia

### Compilações
- CRYDA CD001 Waves
- CRYDA CD002 Waves II

### Singles

#### Lançamentos em Vinil
- CRYDA 001 	Le Knight Club 	- Santa Claus / Holiday On Ice 	(12")
- CRYDA 002 	Paul Johnson 	- White Winds / Santa Claus (Remix) 	(12")
- CRYDA 003 	Le Knight Club 	- Troobadoor / Mirage 	(12")
- CRYDA 004 	Le Knight Club vs. DJ Sneak 	- Intergalactik Disko / Intergalactik Disko (DJ Sneak Version) 	(12")
- CRYDA 005 	Le Knight Club 	- Boogie Shell / Coco Girlz / Mosquito / Coral Twist 	(12")
- CRYDA 006 	The Buffalo Bunch 	- T.I.T.T.S. / Music Box 	(12")
- CRYDA 007 	Le Knight Club 	- Hysteria / Hysteria II 	(12")
- CRYDA 008 	Raw Man 	- Lovers / Number Seven / Number Seven (Le Knight Club Remix) 	(12")
- CRYDA 009 	Deelat	- United Tastes Of Deelat (Wet Indiez / G.M.F. / Wetness Anthem) 	(12")
- CRYDA 010 	Play Paul	- Spaced Out / Holy Ghostz 	(12")
- CRYDA 011 	The Eternals - Wrath Of Zeus (Original Mix) / (Light Mix) / (Dub Mix) / (Zeusappella) 	(12")
- CRYDA 012 	Sedat	- The Turkish Avenger / Feel Inside 	(12")
- CRYDA 013 	Le Knight Club 	- Gator / Chérie D'Amoure 	(12")
- CRYDA 014 	Archigram 	- Mad Joe / In Flight (Raw Club Mix) / In Flight 	(12")
- CRYDA 015 	Le Knight Club 	- Soul Bells / Palm Beat / Tropicall 	(12")
- CRYDA 016 	Le Knight Club 	- Nymphae Song / Rhumba 	(12")
- CRYDA 017 	Archigram 	- Carnaval / Carnaval (Bring Back The Rave! Mix) 	(12")
- CRYDA 018 	Crydajam 	- If You Give Me The Love I Want / Playground / Loaded 	(12")
- CRYDA 019 	Archigram 	- Doggystyle 	(12", S/Sided)

#### Não lançadas
- Le Knight Club vs. DJ Sneak - Think Love, Not Hate

#### Lançamentos em CD
- CRYDA CD010 	Play Paul 	- Spaced Out / Spaced Out (Radio Edit) / Spaced Out II / Holy Ghostz 	(CD, Maxi)
- CRYDA CD011 	The Eternals 	- Wrath Of Zeus (Original Mix) / (Radio Edit) / (Light Mix) / (Zeusappella) 	(CD, Maxi)
- CRYDA CD012 	Sedat 	- The Turkish Avenger / The Turkish Avenger (Radio Edit) / Feel Inside 	(CD, Maxi)

1. ↑   «Daft Punk's Guy-Manuel De Homem-Christo revives Le Knight Club, listen to new song "The Fight"» (em inglês). 29 de maio de 2015. Consultado em 25 de junho de 2016